# Victor Jean
Victor Jean est un homme politique français né le 16 novembre 1874 à Arles (Bouches-du-Rhône) et décédé le 19 mars 1953 à Rabat (Maroc).

## Biographie
Il effectue des études de droit. Il devient avocat à la fin de ses études.
Conseiller général, il est député des Bouches-du-Rhône de 1919 à 1928. Il fait campagne en promettant d'« apporter à la direction des affaires publiques une mentalité probe et pratique ».
Siégeant sur les bancs radicaux. Il est l'un des douze secrétaires du comité exécutif du Parti républicain, radical et radical-socialiste en 1904.
Il s'intéresse tout particulièrement aux problèmes agricoles, et interpelle le gouvernement  sur la crise de la viticulture française. Il dépose diverses propositions de loi, particulièrement dans le domaine social.
Aux élections législatives de 1928, il s'oppose au socialiste Anatole Sixte-Quenin, ancien député des Bouches-du-Rhône lui aussi, qui critiquait la politique radicale qu'il menait depuis 1924 à la Chambre. Sixte Quenin est élu au deuxième tour de scrutin avec 9 587 voix contre 8 118 voix à Victor Jean. Jean ne se représente plus après.

## Sources
- « Victor Jean », dans le Dictionnaire des parlementaires français (1889-1940), sous la direction de Jean Jolly, PUF, 1960 [détail de l’édition]